# Andrena butea
Andrena butea är en biart som beskrevs av Warncke 1965. Andrena butea ingår i släktet sandbin, och familjen grävbin. Inga underarter finns listade i Catalogue of Life.